# (17940) Kandyjarvis
(17940) Kandyjarvis est un astéroïde de la ceinture principale.

## Description
(17940) Kandyjarvis est un astéroïde de la ceinture principale. Il fut découvert le 8 mai 1999 aux monts Santa Catalina par le programme CSS. Il présente une orbite caractérisée par un demi-grand axe de 2,35 UA, une excentricité de 0,08 et une inclinaison de 5,7° par rapport à l'écliptique.

## Étymologie
Cet astéroïde est nommé en l'honneur de Kandy S. Jarvis (1966–).